# بریتانی (سگ)
بریتانی (سگ) (به انگلیسی: Brittany (breed))، نام یکی از نژادهای سگ است که خاستگاه آن به برتانی، فرانسه بازمی‌گردد. این نژاد در حالت بالغ به‌طور میانگین ۳۰–۴۵ پوند (۱۴–۲۰ کیلوگرم) وزن دارد.